# Sjoerala
Sjoerala (Russisch: Шурала) is een dorp (derevnja) in het gemeentelijk district Nevjanski van de Russische oblast Sverdlovsk. Het ligt op ongeveer 80 kilometer ten noorden van Jekaterinenburg, 7 kilometer ten oosten van Kirovgrad en 7 kilometer ten zuiden van Nevjansk op de zuidoever van het riviertje de Sjoeralka, waarnaar het vernoemd is. Sjoerala heeft een station aan de spoorlijn van Jekaterinenburg naar Kirovgrad iets ten zuiden van de plaats.
De plaats heeft een gerestaureerde Russisch-orthodoxe kerk, van de heilige Alexander Nevski, enkele winkels, en een kindertehuis-internaat. In de buurt van de plaats worden delfstoffen gewonnen. Bij de plaats ligt een skioord annex kuuroord.